# دلبيا
دلبيا قرية سورية تتبع ناحية سلقين في منطقة حارم في محافظة إدلب. بلغ عدد سكانها 7000 نسمة في عام 2023 حسب إحصاء المكتب المركزي للإحصاء.
تشتهر بزراعة الزيتون والرمان والكاكي (الخرما)